# Stabreim
Stabreim ist der deutsche Begriff für die Alliteration in germanischen Versmaßen. Die am stärksten betonten Wörter eines Verses werden durch gleiche Anfangslaute (Anlaute) hervorgehoben.
Die Bezeichnung Stabreim geht zurück auf Snorri Sturluson (1178–1241), den Verfasser der Snorra-Edda (Prosa-Edda oder auch Jüngere Edda); dort tritt altnord. stafr (Stab, Pfeiler, Buchstabe, Laut) in der Bedeutung „Reimstab“ auf. Der deutsche Ausdruck Stabreim ist eine Lehnübersetzung aus dem dänischen stavrim.
Die gesamte altgermanische Versdichtung verwendete den Stabreim, bis er durch den Endreim abgelöst wurde. Der Stabreim bildete die metrische Grundlage für die Versmaße Fornyrðislag und Dróttkvætt sowie deren Urform, die germanische Langzeile. Bedeutende Werke in altenglischer (Beowulf), altsächsischer (Heliand), althochdeutscher (Hildebrandslied) und altnordischer Sprache (Lieder-Edda) sind in stabreimenden Langzeilen verfasst.
Auch in der modernen Alltagsrhetorik kommen stabreimartige Alliterationen häufig bei der Bildung von phraseologischen Zwillingsformeln vor (z. B. frank und frei, klipp und klar, Leib und Leben).

## Grundaufbau
Die Stabreimdichtung hat ihren Ursprung in mündlicher Rede. Der Übergang zwischen Prosa und Vers ist für sie deshalb, im Gegensatz zur heutigen deutlichen Trennung von Gedicht und normaler Rede, sehr einfach zu bewältigen. Der Stabreim setzt an den betonten Silben eines Satzes an und lässt sie alliterieren bzw. „staben“. Zeile 3 des Hildebrandsliedes soll dies verdeutlichen:
```
"               "                "      '

h
iltibrant enti 
h
aðubrant, untar 
h
eriun tuem      Hildebrand und Hadubrand, zwischen Heeren zweien
```

In diesem Satz gibt es vier Wörter, deren Anfang ein zeitgenössischer Redner besonders betont hätte (markiert durch " und '). Drei der vier betonten Silben, auch Hebungen genannt, staben (markiert durch "). Der Konsonant h trägt den Stab. Der Redner verteilt die Stäbe nach festen Regeln auf den Anfang und das Ende einer Zeile, die sich aus Anvers, Zäsur und Abvers zusammensetzt. Es ergibt sich folgende Struktur:
```
h
iltibrant enti 
h
aðubrant,    untar 
h
eriun tuem

<
---- Anvers -----------
>
Zäsur
<
---- Abvers ---
>
```

Während im Anvers ein bis zwei Stäbe vorkommen können, darf der Abvers nur einen Stab haben, der immer auf das erste der beiden betonten Wörter dieses Teilverses fallen muss. Das zweite betonte Wort bleibt immer stabfrei (im obigen Beispiel „tuem“). Da die Position des Stabes im Abvers immer gleich ist, nannte Snorri Sturluson ihn in seiner Snorra-Edda Hauptstab (hǫfuðstafr). Die Stäbe im Anvers nannte er Stützen (stuðlar), da es drei verschiedene Möglichkeiten gibt, sie zu stellen.

## Geschichte

### Ursprung des Stabreims

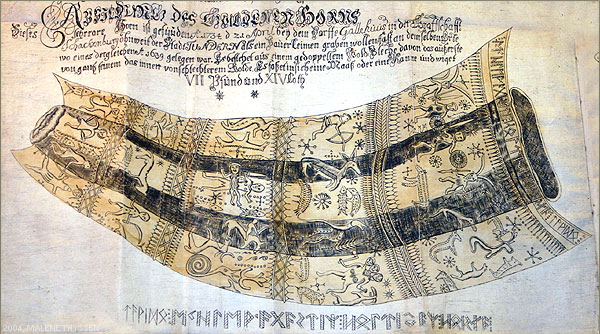
Das Horn von Gallehus mit dem ältesten überlieferten Stabreimvers.

Das Stilmittel der Alliteration kommt u. a. auch in der keltischen und (seltener) in der lateinischen Sprache vor, weswegen der Ursprung nicht ausschließlich im Altgermanischen zu suchen ist. Eine Erklärung für die Ausbreitung des Stabreims in voneinander weitgehend unabhängigen Sprachgebieten könnte in der jeweils typischen sprachlichen Akzentuierung liegen. Einer Sprache, die durch einen dynamischen Akzent oder Stammsilbenakzent gekennzeichnet ist, fällt der Anlautreim ganz natürlich zu. So entstehen auch heute in der Werbesprache noch hin und wieder Stabreime (z. B. „Geiz ist geil“), deren Ursprünge ebenfalls nicht in der altgermanischen Versbautradition liegen.
Bei den Germanen muss der Stabreim bereits vor 2000 Jahren tief verwurzelt gewesen sein. Aus dieser Zeit stammen jedenfalls die ersten antiken Quellen, die die germanische Sitte bezeugen, Verwandtennamen miteinander staben zu lassen. Beispiele dafür sind die drei Cherusker Segestes, Segimundus und Segimerus, von denen u. a. Tacitus  berichtet. Aus dem Hildebrandslied sind Heribrand, Hildebrand und Hadubrand bekannt und aus dem Nibelungenlied die Brüder Gunther, Gernot und Giselher.

### Stabreime in Runeninschriften
Runeninschriften mit Stabreimen (Runendichtungen) treten zahlenmäßig weit hinter die schriftlichen Quellen in lateinischer Schrift zurück. Es sind kaum mehr als 500 Zeilen überliefert. Sie sind für die Forschung von besonderem Wert, da man nur durch sie etwas über die frühe Stabreimdichtung erfahren kann. Allgemein gilt die Runeninschrift auf dem Goldhorn von Gallehus (Dänemark um 400 n. Chr.) als ältester Beleg eines germanischen Stabreims. Die Inschrift gibt eine Langzeile mit vier Hebungen und drei Stäben wieder.
ek HléwagastiR HóltijaR : hórna táwido. (Ich HlewagastiR, Holts Sohn, fertigte das Horn.)
Der früheste (und einzige) runische Beleg für einen Stabreim im südgermanischen Raum findet sich auf der Gürtelschnalle von Pforzen (6. Jh.). Allerdings muss man im Abvers die Runen „l“ und „t“ im vierten Wort als Binderune „el“ lesen, um eine vollständige Langzeile mit drei Stäben zu erhalten:
Áigil andi Áïlrûn : élahu gasókun
Die Bedeutung der Inschrift ist in der Forschung umstritten. Einige Runologen sehen in den Namen das mythische Liebespaar Egil und Ölrún, von denen man im Wielandlied der Lieder-Edda und in der Thidrekssaga liest. Solche frühen Zeugnisse der Runendichtung sind jedoch selten. Zur Blüte gelangte sie erst zwischen dem 9. und 11. Jh. in Form der Nachrufgedichte auf Runensteinen. Oft werden in diesen die Regeln zum Versbau nicht so genau genommen, was aber als Anzeichen dafür gesehen wird, wie leicht der Stabreim aus der natürlichen Rede hervorgeht. In einigen der Inschriften kann man schon mehr oder weniger korrekt ausgeführte Versmaße erkennen: Stein von Rök (Fornyrðislag), Tunestein (Ljóðaháttr), Stein von Karlevi (Dróttkvætt).

### Schriftliche Quellen
Da es im 8. Jh. n. Chr. vor allem Geistliche sind, die die Zeit und Befähigung haben, in lateinischer Schrift zu schreiben, ist ein großer Teil der ersten überlieferten Stabreimverse christlich orientiert. Man verwendete den Stabreim teilweise, um den Heiden das Christentum nahezubringen. So ist zum Beispiel der altsächsische Heliand eine als Heldenlied gestaltete Erzählung von Jesus Christus. Heidnischen Werken wurde wenig Priorität zugemessen, oft ist ihre Überlieferung nur glücklichen Umständen zu verdanken. Das für die althochdeutsche Literatur bedeutende Hildebrandslied wurde beispielsweise auf die erste und letzte Seite eines geistlichen Codex geschrieben. Da der Platz nicht ausreichte, blieb das Lied unvollständig. Die ca. 63.000 Zeilen umfassende stabreimende Dichtung verteilt sich deshalb sehr unterschiedlich auf die germanischen Sprachen. Aus England und Skandinavien, wo sich die Geistlichkeit mehr als in Deutschland auf den Stabreim einließ, ist auch mehr überliefert.
| Sprache        | Zeilenanzahl | Hauptversmaß | Werke                                                |
| -------------- | ------------ | ------------ | ---------------------------------------------------- |
| Althochdeutsch | 200          | Langzeile    | Hildebrandslied, Muspilli, Merseburger Zaubersprüche |
| Altsächsisch   | 6000         | Langzeile    | Heliand, Altsächsische Genesis                       |
| Altenglisch    | 30.000       | Langzeile    | Beowulf, The Battle of Maldon                        |
| Altnordisch    | 7000         | Fornyrðislag | Lieder-Edda (z. B. Völuspá, Sigrdrífumál)            |
| Altnordisch    | 20.000       | Dróttkvætt   | Skaldendichtung (z. B. Ynglingatal, Ragnarsdrápa)    |

Der Stabreim wurde für viele unterschiedliche Textarten verwendet. Es finden sich religiöse Texte heidnischen Glaubens (Götterlieder, Zaubersprüche) neben denen des christlichen (Gebete, Übertragungen der Genesis oder der Bergpredigt, Buchepik) und auch den weltlichen Bereich deckte man breitflächig ab (Heldenlieder und Epen, Gedichte, Grabinschriften). Der Stabreimvers lässt sich daher nicht auf einen speziellen Anwendungsbereich einschränken. Er ist stilisierte, nachdrücklich gesteigerte Prosarede, die man verwendete, wo man seinen Worten besonderes Gewicht verleihen wollte.

### Verfall
Die altdeutsche Stabreimdichtung löste sich im Laufe des 9. Jh. als erstes auf. Von den vier althochdeutschen und zwei altsächsischen Werken, die überhaupt im Stabreim überliefert wurden, stützen sich nur zwei (das Hildebrandslied und die Merseburger Zaubersprüche) auf eine mündliche Tradition. Die restlichen sind neu und deshalb anfällig für neue Einflüsse. Deshalb mag es nicht verwundern, wenn sich der Endreim mit dem Evangelienbuch des Otfrid von Weißenburg in Deutschland durchsetzte und bis heute blieb.
Es war aber nicht nur ein Umschwung von heidnischer zu christlicher Tradition, die den Stabreim gefährdete. Auch sprachliche Gründe haben eine Rolle gespielt. So behielt das Althochdeutsche viele kurze betonte Silben, die in anderen germanischen Dialekten zu unbetonten Silben geschwächt wurden (vgl. altnord. haukr und ahd. habuh). Das Althochdeutsche bewahrte die Länge, wo andere Dialekte kürzten, und geriet damit in Konflikt mit den metrischen Erfordernissen des Stabreims.
In Skandinavien und England hielt sich die Stabreimdichtung bedeutend länger. In England wurde er von der Geistlichkeit bis ins 11. Jh. verwendet, um biblische Geschichten nachzuerzählen (altenglische Buchepik). Diese Tradition brach schließlich ziemlich genau mit dem Ende der skandinavischen Herrschaft in England (1066, Schlacht bei Hastings) ab. Die letzten regeltreuen Verse stammen aus einer Chronik des Jahres 1065. Es gab jedoch noch im 14. Jh. Werke wie Piers Plowman, die stabreimend waren, wenn auch nicht mehr regeltreu.
Im 13. Jh. öffnete sich auch Skandinavien endgültig dem Endreim. Es dauerte nicht lange, bis der Stabreim nur noch in festen Formeln oder in bewusst altertümelnder Absicht verwendet wurde.
Og vil du ikke danse hos mig,

Sót og Sýgdom skal følge dig!
Nur in Island gelang dem Stabreim der Sprung in die Neuzeit. Man verband ihn, zusammen mit anderen skaldischen Elementen wie den Kenningen oder der Silbenzählung, mit dem Endreim und dem alternierenden Rhythmus. Das Produkt waren die Rímur (Reime), welche in der volkstümlichen Dichtung bis ins 20. Jahrhundert lebten und heute im Verschwinden begriffen sind.
Vorið eg að vini kýs,

verður nótt að degi,

þegar glóærð geisladís

gengur norðurvegi.

(Wörtlich übersetzt:)

Frühling ich zum Freunde wähl,

es wird Nacht zum Tage,

wenn die gluthaarige Sonnengöttin

geht Nordwege. (Gemeint: die Sonne)

(Unter Nachbildung des Stab- und Endreims sinngemäß nachgedichtet:)

Lenz ich mir zum Liebling kiese,

Licht ist es geworden,

Wenn der volle Feuerriese

Fährt den Weg nach Norden.

### Nachleben und Wiederbelebung
Reste des Stabreims überlebten besonders dort, wo sich die Sprache nicht oft änderte – also in Sprichwörtern, Formeln, Hausinschriften oder der Sprache im Rechtsgebrauch. Allerdings war es vielmehr als der Stabreim selbst der Hang zur altertümelnden Alliteration, der überlebte, weil man ohne die Einbindung in einen Vers nicht von einem Stabreim sprechen kann. Die Alliteration jedoch, die einen Stabreimvers bestimmt, lässt sich noch in vielen Zwillingsformeln nachvollziehen. Sie lassen sich in jeder germanischen Sprache finden:
| Sprache        | Formel         | Übersetzung                            |
| -------------- | -------------- | -------------------------------------- |
| Dänisch        | folk og fæ     | Volk und Vieh (vgl. Mann und Maus)     |
| Deutsch        | Kind und Kegel | im Sinne von: gesamte Nachkommenschaft |
| Englisch       | friend or foe  | Freund oder Feind                      |
| Isländisch     | hús og heim    | Haus und Heim                          |
| Niederländisch | huis en haard  | Haus und Herd (vgl. Haus und Hof)      |
| Norwegisch     | hus og hem     | Haus und Heim (vgl. Haus und Hof)      |
| Schwedisch     | liv och lem    | Leben und Glied (vgl. Leib und Leben)  |

Im 19. Jahrhundert entdeckten Dichter und Gelehrte den Stabreim wieder. Der Komponist Richard Wagner verwendet ihn in seinen Werken, doch aus Unwissenheit oder künstlerischer Freiheit lässt er der Alliteration so freien Lauf, dass er doppelte und sogar dreifache Stäbe nicht nur im Anvers, sondern auch im Abvers zulässt, was dem ursprünglichen Versbau stark widerspricht.
Wer so die Wehrlose weckt, dem ward, erwacht, sie zum Weib!

(Walküre)
Auch J. R. R. Tolkien belebte in seinen Werken den Stabreim wieder. In dem Roman Der Herr der Ringe ist es das Volk der Rohirrim, dem er stabreimende Verse in den Mund legt.
Arise now, arise, Riders of Théoden!

Dire deeds awake, dark is it eastward.

Let horse be bridled, horn be sounded!

Forth Eorlingas!

(The Two Towers)

## Lautliche Beschaffenheit
Der Stabreim erfasst die am stärksten betonten Wörter eines Satzes und lässt den ersten Laut ihrer Wurzelsilben miteinander staben. Es trifft in der Regel Konsonanten (konsonantischer Stabreim), wobei die Konsonantenpaare sc/sk, sp und st jeweils als eine Einheit betrachtet werden. Sie staben also nur mit sich selbst und nicht mit einem einzelnen „s“ oder anderen Zusammensetzungen. Eine weitere Besonderheit ist, dass alle Vokale untereinander staben (vokalischer Stabreim), wie Zeile 33 aus dem Beowulf zeigt:
isig ond utfus, æþelinges fær (eisig und auslaufbereit, des Edlen Gefährt)
Der vokalische Stabreim, der mit normaler Alliteration nicht mehr viel zu tun hat, wird oft mit einem Knacklaut (Glottisschlag) erklärt, der dem gesprochenen Vokal vorangeht. Demnach wäre auch der vokalische Stabreim ein konsonantischer Stabreim, bei dem der Knacklaut stabt. Den Knacklaut gibt es heute noch im Deutschen und Dänischen. Seine frühere Existenz im Germanischen ist zweifelhaft. Der vokalische Stabreim wurde in der Dichtung oft verwendet. Man bevorzugte sogar die Kombination ungleicher Vokale gegenüber gleichen Vokalen. Für den konsonantischen Stabreim lässt sich dieselbe Vorliebe zur Variation nachweisen. Man bevorzugte hinter dem stabenden Konsonant ungleiche gegenüber gleichen Vokalen.

## Stabreimende Versmaße

### Die germanische Langzeile
Die Langzeile ist der ursprünglichste der germanischen Stabreimverse und Vorlage für alle späteren eddischen und skaldischen Versmaße. Ob sie selbst eine Vorlage gehabt hat, ist unbekannt – aufgrund ihrer Nähe zur Prosarede bedarf es einer solchen jedoch nicht unbedingt. Die Langzeile zeichnet sich durch folgende, im Grundaufbau bereits beschriebene, Regeln aus:
- eine Langzeile besteht aus zwei Halbzeilen (An- und Abvers), getrennt durch die Zäsur
- pro Halbzeile zwei betonte Wörter (Hebungen)
- im Anvers stabt das erste oder das zweite betonte Wort oder beide zusammen
- im Abvers stabt immer das erste betonte Wort, das zweite nie
- die Anzahl der unbetonten Wörter im Ab- und Anvers ist beliebig

Hinzu kommt eine unterschiedliche Gewichtung der Wortklassen bei der Verteilung der Stäbe. Da das Germanische eine ausgeprägte Nominalsprache ist, werden Nomina (Substantive, Adjektive etc.) auch öfter betont und gegenüber den Verben bevorzugt mit Stäben versehen. Die meist unbetonten Formwörter (Pronomen, Hilfsverben, Konjunktionen etc.) tragen nur in seltenen Ausnahmefällen den Stab. Die Reihenfolge Nomina→Verba→Formwörter ergibt sich also aus den natürlichen Tonverhältnissen der germanischen Sprachen. Die Langzeile passte sich immer den gerade gültigen Sprachverhältnissen an.

### Fornyrðislag
Das Fornyrðislag steht von allen nordischen Versmaßen der Langzeile am nächsten. Der Name selbst, am ehesten übersetzt als „Altredeton“, weist schon auf ein hohes Alter dieses Vermaßes hin. Es kommt fast nur in den Helden- und Götterliedern der Edda vor und unterscheidet sich von der Langzeile vor allem durch seine strophische Form.
Ár var alda, þar er Ýmir bygði,

vara sandr né sær, né svalar unnir,

jörð fannsk æva, né upphiminn,

gap var ginnunga, en gras hvergi.

Früh war’s der Zeiten, da Ymir lebte,

war nicht Sand noch See, noch kühle Wogen,

Erde gab es nicht, noch Obenhimmel,

der Schlund des Weltraums war, und Gras nirgends.

(Völuspá, 3)
Das Beispiel zeigt den Unterschied zwischen Satzgliederung und Langzeilengliederung im Fornyrðislag. In den frühsten germanischen Langzeilen war eine Zeile meist auch ein vollständiger Satz (vgl. Zweiter Merseburger Zauberspruch, Gallehus-Inschrift). In der epischen Langzeilendichtung (z. B. Beowulf) geht der Satz meist über zwei Zeilen. Im Fornyrðislag sind Sätze über vier Zeilen keine Seltenheit. Oft geht man sogar noch darüber hinaus.

### Ljóðaháttr
Überall wo in der Edda Spruch- und Merkdichtung vorkommt, z. B. im Hávamál, finden wir das Ljóðaháttr-Versmaß. Übersetzt bedeutet Ljóðaháttr in etwa „Strophenvers“. Der wesentliche Unterschied zur Langzeile besteht in der strophischen Form, die jeweils eine Langzeile und eine Vollzeile, d. h. eine zäsurlose Zeile, die in sich stabt, kombiniert. Zwei oder mehr dieser Paare (Langzeile+Vollzeile) ergeben eine Strophe.
Hjarðir þat vitu, nær þær heim skulu

ok ganga þá af grasi;

en ósviðr maðr, kann ævagi

síns of mál maga.

Herden wissen’s, wann sie heim müssen,

und gehen dann vom Gras;

aber der unkluge Mann, kennt niemals

seines Magens Maß.

(Hávamál, 21)
Wie auch das Fornyrðislag zeigt der Ljóðaháttr die typisch nordische Reduzierung der Gesamtsilbenanzahl, die die An- und Abverse teilweise bis zur Zweisilbigkeit zusammenschrumpfen lässt.
Deyr fé, deyja frændr,

deyr sjalfr it sama,

en orðstírr, deyr aldregi

hveim er sér góðan getr.

Vieh stirbt, Verwandte sterben,

man selbst stirbt ebenso;

aber der Ruf stirbt niemals dem,

der sich guten erwirbt.

(Hávamál, 76)

### Dróttkvætt
Das Hauptversmaß der skaldischen Dichtung (mit einem Anteil von über 80 % an allen 20.000 Zeilen) ist das Dróttkvætt (der „Hofton“). Der Aufbau dieses Versmaßes ist verhältnismäßig kompliziert. Im Grunde besteht es aus zwei stabreimenden Langzeilen, die zusammen eine Strophe bilden. Das Dróttkvætt fügt jedoch einige strenge Regeln hinzu oder verschärft die schon bestehenden.
- jeder Halbvers muss neben dem Stabreim einen Binnenreim enthalten, der Versanfang und Versende verbindet
- jeder Halbvers muss aus genau sechs Silben bestehen
- im Anvers sind einzelne Stäbe verboten, es müssen immer beide betonten Wörter staben
- das erste Wort des Abverses muss immer staben (in der Langzeile konnten unbetonte Wörter vor dem ersten Stab stehen)
- jeder Halbvers muss einen trochäischen Versschluss haben, d. h., der Vers endet mit einem zweisilbigen Wort, dessen Versfuß fallend ist (—◡).

Im folgenden Beispiel aus der zweiten Strophe der Lausavísur des Skalden Sigvatr Þórðarson sind die Stabreime fett und die Binnenreime rot markiert.
Hlýð mínum brag, / meiðir

myrkblás, / þvít kank yrkja,

alltíginn / – mátt eiga

eitt skald – / drasils tjalda.

(Lausche meinem Gedicht, vornehmer Vernichter des dunkelschwarzen Zeltpferdes [d. h. des Schiffes], denn ich kann dichten – du musst einen Skalden besitzen.)
Der Schrägstrich „/“ innerhalb der Halbverse markiert eine kleine Pause (nicht zu verwechseln mit der Zäsur, die An- und Abverse trennt), die die Skalden einfügen, damit der Hörer die teilweise ineinander verschlungenen Inhalte heraushören kann. Wörtlich übersetzt klänge die Strophe nämlich so:
Lausche meinem Gedicht, / vornehmer

des dunkelschwarzen, / denn ich kann dichten,

Vernichter / – (du) musst besitzen

einen Skalden – / Zeltpferdes

### Übrige Versmaße
Es gibt eine ganze Reihe weiterer Versmaße im skaldischen Gebrauch. Snorri zählt im Háttatal seiner Prosa-Edda verschiedene Typen auf und nennt Beispielstrophen. Erwähnenswert sind hier vor allem die Versmaße Kviðuháttr, Tøglag, Haðarlag, Runhent, Hrynhent (alle skaldisch), sowie zwei weitere eddische Versmaße, Málaháttr und Galdralag.
Einige dieser Versmaße erfüllen einen bestimmten Zweck. So ist das Kviðuháttr wohl für die genealogische Merkdichtung entwickelt worden (z. B. für die Auflistung von Königen eines bestimmten Geschlechts), während man das Galdralag, mit seinen Wiederholungen, für Zaubersprüche verwendete (vgl. Háttatal 101 u. Zweiter Merseburger Zauberspruch). Die anderen Versmaße sind entweder komplizierte Varianten von Dróttkvætt (Tøglag, Haðarlag) oder Fornyrðislag (Málaháttr) oder nähern sich dem christlichen Gebrauch an, durch  Einbindung des Endreims (Runhent) oder speziellen Rhythmus (Hrynhent).